# 奧古斯丁海灘 (特拉華州)
奧古斯丁海灘（英語：Augustine Beach）是位於美國特拉華州紐卡斯爾縣的一個非建制地區。

## 地理
奧古斯丁海灘的座標為39°30′25″N 75°34′40″W / 39.50694°N 75.57778°W，而該地最高點為海拔高度2米（即7英尺）。